# 844 Leontina
844 Leontina, asteroid vanjskog glavnog pojasa. Otkrio ga je J. Rheden, 1. listopada 1916.

## Vanjske poveznice
- Minor Planet Center